# Instytut Dobrego Pasterza

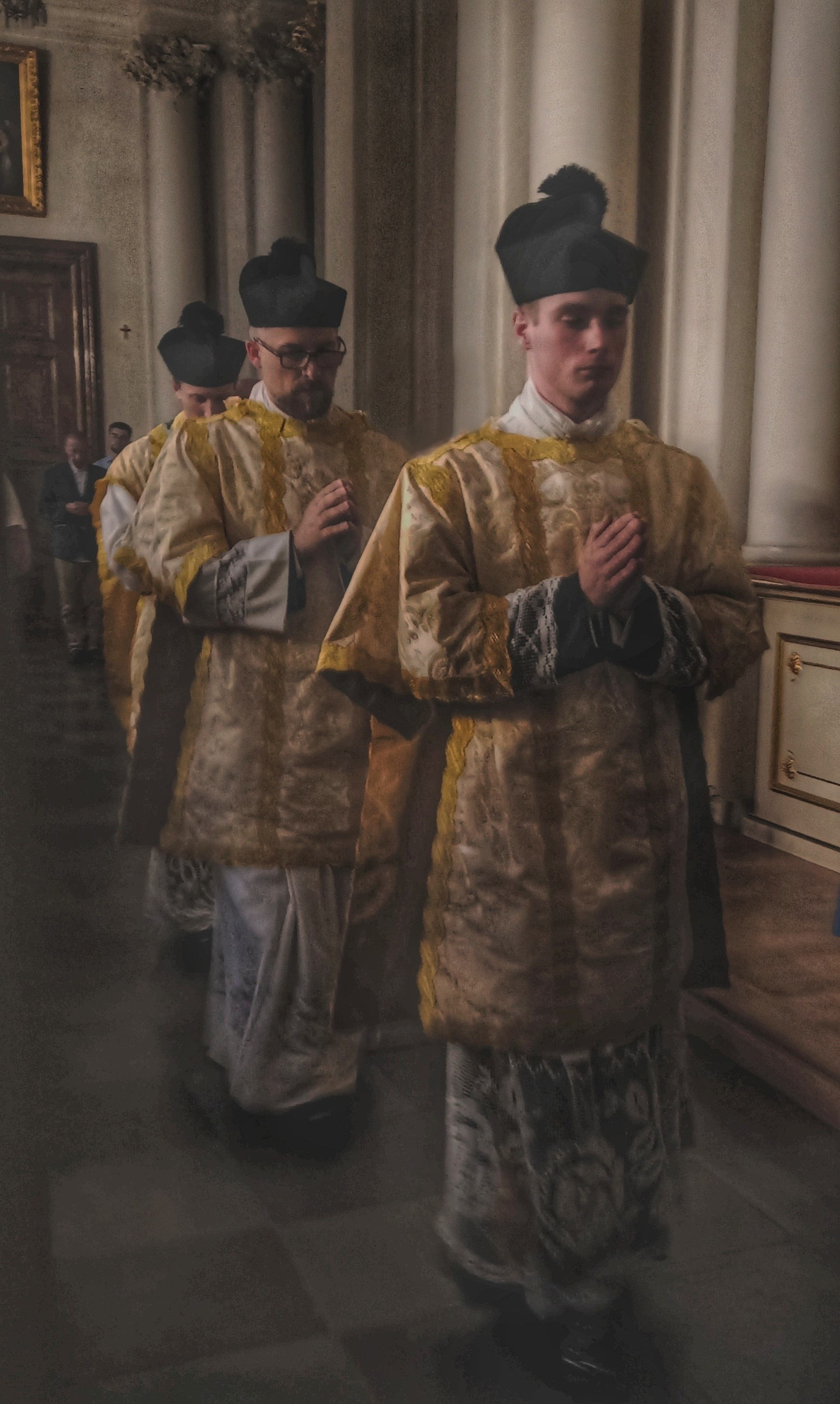
Duchowni Instytutu na solennej mszy prymicyjnej w Kościele Wizytek w Warszawie (2023)

Instytut Dobrego Pasterza (łac. Institutum a Bono Pastore, fr. Institut du Bon Pasteur) – stowarzyszenie życia apostolskiego na prawach papieskich, podlegające bezpośrednio Dykasterii ds. Instytutów Życia Konsekrowanego i Stowarzyszeń Życia Apostolskiego, uprzednio natomiast Kongregacji Nauki Wiary, dawniej zaś Papieskiej Komisji Ecclesia Dei, kanonicznie erygowane 8 września 2006 roku. Przełożonym generalnym Instytutu jest od 28 sierpnia 2019 r.  ks. Luis Gabriel Barrero Zabaleta IBP. 

## Historia
Instytut został założony przez pięciu byłych członków Bractwa Kapłańskiego Świętego Piusa X – księża: Paul Aulagnier (bliski współpracownik abpa Lefebvre’a, wieloletni przełożony dystryktu francuskiego FSSPX), Guillaume de Tanoüarn, Christophe Héry, Henri Forestier, którzy na czele z ks. Philippem Lagueriem uregulowali swoją sytuację kanoniczną. 8 września 2006 roku kard. Dario Castrillon Hoyos, ówczesny przewodniczący Papieskiej Komisji Ecclesia Dei, za zgodą Benedykta XVI, podpisał dekret Pastorem et Episcopum, erygujący nowe stowarzyszenie. U początków Instytutu znalazł się m.in. pierwszy polski prezbiter wyświęcony w FSSPX – ks. Leszek Królikowski, w 2009 r. mianowany wicerektorem seminarium.

## Charakterystyka
Zgodnie ze statutami pierwszym celem Instytutu, jako narzędzia w służbie Kościoła, jest oddawanie chwały Bogu. Członkowie zgromadzenia uświęcają się przez posługę duszpasterską, przez swoją służbę oraz ofiarność starają upodobnić się do Chrystusa Dobrego Pasterza, który jest dla nich wzorem. Księża należący do Instytutu sprawują mszę oraz wszystkie sakramenty i sakramentalia w klasycznym rycie rzymskim, który jest jego rytem własnym i wyłącznym (zgromadzenie korzysta więc nie z indultu w sensie ścisłym, ale z nadanego prawa własnego), duchowni żyją w tradycji tak liturgicznej, jak doktrynalnej, działają na jej rzecz. Zadaniem i prawem Instytutu jest m.in. przedstawianie „konstruktywnej krytyki” względem dokumentów Soboru Watykańskiego II, szczególnie zaś w kwestii ich interpretacji i w świetle całego Magisterium Kościoła, jak również wobec wprowadzonych reform.
Instytut posiada własne międzynarodowe wyższe seminarium duchowne św. Wincentego a Paulo w Courtalain w diecezji Chartres (Francja), w roku 2020 bp Philippe Christory dokonał jego ostatecznego kanonicznego zatwierdzenia. Zgromadzenie posiada także m.in. własny dom w Rzymie. W 2019 r. ks. Aulagnier zakupił klasztor św. Pawła w Thiviers, który służy Instytutowi jako ośrodek rekolekcyjny.
Do Instytutu należy kilkudziesięciu inkardynowanych kapłanów, w tym siedmiu polskich księży, wśród których jest ks. Mateusz Markiewicz IBP, sekretarz generalny Instytutu oraz prefekt studiów i wykładowca w seminarium w Courtalain, w 2020 roku mianowany pierwszym przełożonym Dystryktu Europejskiego.
Duchowni Instytutu Dobrego Pasterza obecni są we Francji i Włoszech, w Brazylii, Kolumbii, Polsce, USA, Australii i Ugandzie. W Bordeaux oraz amerykańskim Winchesterze Instytut prowadzi parafie personalne.
W Polsce pracuje sześciu księży Instytutu Dobrego Pasterza (apostolaty w: Białymstoku, Warszawie, Częstochowie, Wołominie i Olsztynie). W roku 2019, za zgodą kard. Kazimierza Nycza, przełożony generalny Instytutu dokonał (kanonicznego) aktu erekcji pierwszego domu Instytutu w Polsce w archidiecezji warszawskiej.

## Organizacja
Władze instytutu stanowią: przełożony generalny, jego asystenci, kapituła generalna (która wybiera przełożonego i jego asystentów na kadencję sześcioletnią, z możliwością reelekcji) oraz podrzędna kapitule rada generalna. Podział terytorialny przewiduje dystrykty oraz domy, na czele których stoją przełożeni.
Pierwszym przełożonym generalnym Instytutu był jego założyciel, ks. Philippe Laguérie IBP, który swój urząd pełnił przez dwie kadencje.
28 sierpnia 2019 r. członkowie kapituły generalnej Instytutu Dobrego Pasterza, zgromadzonej w Courtalain we Francji, wybrali nowego przełożonego generalnego, którym został ks. Luis Gabriel Barrero Zabaleta IBP, dotychczasowy przełożony domu Instytutu w Bogocie (Kolumbia). Na asystentów przełożonego generalnego zostali wybrani ks. Paul Aulagnier IBP (zm. 2021 r., nast. Matthieu Raffray IBP) i ks. Yannick Vella IBP.